# Осиновское сельское поселение (Вологодская область)

В 2013 году Осиновское и Полежаевское сельские поселения были присоединены к Краснополянскому

Осиновское сельское поселение — сельское поселение, существовавшее в составе Никольского района Вологодской области до 1 апреля 2013 года.
Центр — деревня Осиново.
Население по данным переписи 2010 года — 860 человек, оценка на 1 января 2012 года — 852 человека.

## История
В 1999 году был утверждён список населённых пунктов Вологодской области. Согласно этому списку в Осиновский сельсовет входили 9 населённых пунктов.
1 января 2006 года в соответствии с Федеральным законом № 131 «Об общих принципах организации местного самоуправления в Российской Федерации» образовано Осиновское сельское поселение, в состав которого вошёл Осиновский сельсовет.
1 апреля 2013 года Осиновское сельское поселение было присоединено к Краснополянскому.

## География
Располагалось в центре района. Граничило:
- на северо-востоке с Краснополянским сельским поселением и городским поселением Никольск,
- на западе с Полежаевским сельским поселением,
- на юге с Пермасским сельским поселением.

## Населённые пункты
В состав сельского поселения входили 9 населённых пунктов, в том числе
7 деревень,
2 посёлка.
| Населённый пункт     | ОКАТО          | Рег. номер | Расстояние до районного центра, км | Расстояние до центра поселения, км | Индекс | Координаты                      |
| -------------------- | -------------- | ---------- | ---------------------------------- | ---------------------------------- | ------ | ------------------------------- |
| посёлок Левобережный | 19 234 852 002 | 5050       | 11,5                               | 2                                  | 161456 | 59°28′28″ с. ш. 45°26′30″ в. д. |
| деревня Малиновка    | 19 234 852 003 | 5051       | 13                                 | 3                                  | 161456 | 59°28′48″ с. ш. 45°22′19″ в. д. |
| деревня Осиново      | 19 234 852 001 | 5049       | 10                                 | —                                  | 161456 | 59°28′13″ с. ш. 45°25′13″ в. д. |
| деревня Погорелица   | 19 234 852 004 | 5052       | 4                                  | 7                                  | 161456 | 59°30′40″ с. ш. 45°21′49″ в. д. |
| посёлок Подосиновец  | 19 234 852 005 | 5053       | 7                                  | 3                                  | 161456 | 59°29′42″ с. ш. 45°25′08″ в. д. |
| деревня Рамешки      | 19 234 852 006 | 5054       | 17                                 | 7                                  | 161456 | 59°26′56″ с. ш. 45°19′01″ в. д. |
| деревня Скочково     | 19 234 852 007 | 5055       | 22                                 | 12                                 | 161456 | 59°22′39″ с. ш. 45°26′35″ в. д. |
| деревня Упиралово    | 19 234 852 008 | 5056       | 27                                 | 17                                 | 161456 | 59°23′28″ с. ш. 45°22′21″ в. д. |
| деревня Шолково      | 19 234 852 009 | 5057       | 17                                 | 5                                  | 161456 | 59°24′57″ с. ш. 45°29′38″ в. д. |